# Daydream/Moorland
Daydream è un singolo pubblicato nel 1983 in Germania dalla band tedesca di musica elettronica Tangerine Dream.
Esso è il tema musicale di un altro episodio di Tatort (Scena del Crimine).

## Tracce
1. Daydream – 4:40
2. Moorland – 3:50

Durata totale: 8:30

## Formazione
- Edgar Froese – tastiere, sintetizzatori
- Christopher Franke – tastiere, sintetizzatori, percussioni elettroniche
- Johannes Schmoelling – tastiere, sintetizzatori

## Fonte
- http://www.voices-in-the-net.de/daydream_moorland.htm